# Heloniadeae
Heloniadeae, es una tribu de plantas herbáceas perteneciente a la familia Melanthiaceae.

## Géneros
- Helonias - Heloniopsis - Ypsilandra